# Falun Gong

Emblem der Falun Gong

Falun Gong, auch Falun Dafa (wörtlich „Dharma-Rad-Praktik“ oder „Gesetzesrad-Praktik“; chinesisch 法輪功 / 法轮功, Pinyin Fǎlún gōng, auch 法輪大法 / 法轮大法,  Fǎlún dàfǎ) ist eine politische und neue religiöse Bewegung, die 1992 von Li Hongzhi in China gegründet wurde und heute ihren Sitz in den USA hat. Das Glaubenssystem und die religiösen Praktiken kombinieren Elemente von Buddhismus, Daoismus, Konfuzianismus mit Qigong. Seit 1999 erfährt die Bewegung eine aggressive Unterdrückung durch die Kommunistische Partei Chinas (KPC). In der gleichen Zeit politisierte sich die Bewegung und begann mit einer internationalen Kampagne gegen ihre Verfolgung in China unter der KPC. Zu dieser Kampagne gehört die 2000 von Falun-Gong-Anhängern gegründete rechtsextreme  Mediengruppe Epoch Times und die Tanz-Varietéshow Shen Yun. Zum Weltbild von Falun Gong gehört die Ablehnung von Homosexualität, „gemischtrassigen“ Ehen, Feminismus und Schulmedizin. Außerdem enthalten die Lehren des Gründers ableistische Überzeugungen und bizarre Verschwörungstheorien. Die Zahl der Praktizierenden vor Beginn der Verfolgung wurde zwischen 2 und 80 Millionen angegeben.

## Glaubensinhalte
Der Begriff Falun Gong bezieht sich wörtlich auf fünf konkrete körperliche und meditative Übungen, die dazu dienen sollen, das Qi der Praktizierenden zu lenken. Falun Dafa bezeichnet die spirituelle Lehre (法 bedeutet Gesetz oder hier Dharma), die Aspekte aus den chinesischen Religionen Buddhismus und Daoismus enthält. Sie greift dabei ebenfalls Themen des New Age auf. Um Erlösung zu erlangen, sollen die Praktizierenden negatives Karma abarbeiten und ihre Tugendhaftigkeit kultivieren, wobei Li die Bedeutung von Wahrhaftigkeit (真, Zhēn), Barmherzigkeit (善, Shàn) und Nachsicht (忍, Rěn) hervorhebt.  Das Karma können die Praktizierenden laut dieser Lehre zurückzahlen, indem sie Widrigkeiten und Krankheiten erdulden. Zur Kultivierung ihrer Tugend sollen die Anhänger neben der Durchführung der fünf Übungen regelmäßig die von Li verfassten Bücher lesen, auswendig lernen oder gemeinsam rezitieren. Gegenstand dieser Schriften ist eine alternative Kosmologie mit verschiedenen Ebenen, in denen Falun-Gong-Praktizierende mit Lis Hilfe aufsteigen und durch ihre „Kultivierung“ übernatürliche Fähigkeiten erreichen könnten. Er selbst habe eine höhere Ebene erreicht und sei der einzige, der den Weg zur Erlösung lehre.

## Wissenschaftliche Einordnung
David Ownby bezeichnet solche religiöse Gruppen als „redemptive societies“ (Erlösungsgemeinschaften), die „einen charismatischen Meister haben, der eine fundamentalistische Ethik und Methoden der körperlichen Verwandlung lehrt, und die Erlösung in Form von Heilung, übernatürlichen Fähigkeiten und womöglich Unsterblichkeit versprechen.“ Die Praktiken von Falun Gong ordnet er der Volksreligion zu. Andrew Junker folgt dieser Einordnung, die von manchen Wissenschaftlern auch als „sectarianism“ und „salvationist groups“ bezeichnet werde. Er betont dabei den exklusivistischen Charakter der Bewegung sowie den Wandel von einer auf individuelle Erlösung gerichteten Bewegung zu einer Kombination aus millennialistischer und sozialer Bewegung. Maria Hsia Chang widersprach der Eigendarstellung von Falun Gong, der zufolge es sich lediglich um ein spirituelles und moralisches System und nicht um eine Religion handele; zum einen seien die Glaubensinhalte vom Buddhismus inspiriert und vom Taoismus und alten Volksreligionen beeinflusst, zum anderen habe die Bewegung auch einen apokalyptischen und millennialistischen Charakter.
Falun Gong wird aus soziologischer Sicht als eine seit dem Konflikt mit der Kommunistischen Partei Chinas (KPCh) im Jahr 1996 zunehmend politisch orientierte Bewegung klassifiziert. Die KPCh sehe demnach ihrerseits den Kampf gegen Falun Gong als einen „ernsthaften ideologischen und politischen Kampf“.
Es gibt deutliche Indizien, dass Inhalte auf Wikipedia, die mit ihr in Verbindung stehen, von Anhängern und Sympathisanten dieser religiösen Bewegung kontrolliert werden. Weitgehend ungehindert durch andere Benutzer schaffen sie es, negative Informationen zu Falun Gong aus den Artikeln zu halten oder diese herunterzuspielen. Die Lehren von Li Hongzhi werden dabei schöngefärbt, indem seine radikalen Ansichten unterschlagen und moderate Äußerungen überbetont werden.
Das Landgericht Leipzig urteilte 2005, dass Falun Gong „den Charakter einer neureligiösen Sekte mit sehr hierarchischen Anhängerstrukturen“ habe und ein „elitäres und sektiererisches Gruppenbewusstsein“ entwickle. Einige Experten ordnen die Bewegung als harmlos, andere als sektenförmig bis rassistisch ein.

## Geschichte

### Gründung und Ausbreitung
Infolge der chinesischen Reform- und Öffnungspolitik kam es in den 1980er und 1990er Jahren zu einer Wiederbelebung verschiedener religiöser Praktiken sowie zu einem „Qigong-Fieber“; schätzungsweise 100 Millionen Menschen in China begannen, Qigong-Methoden zu praktizieren.
Li Hongzhi, ein Eisenbahnbeamter ohne medizinische oder spirituelle Ausbildung, gründete Falun Gong im Mai 1992, indem er seine fünf Qigong-Übungen erstmals anderen Qigong-Interessierten in Changchun vorstellte.
Bis 1994 gab er Seminare über Falun Gong in China und wurde für „Wunderheilungen“ bekannt. Die meisten dieser Seminare wurden von der regierungsnahen Qigong-Forschungsgesellschaft Zhongguo qigong kexue yanjiuhui oder damit verbundenen Einrichtungen gefördert. Während der Schwerpunkt seiner Vorträge zunächst auf körperlichen Vorteilen des Qigong lag, behandelte er mehr und mehr religiöse Themen. Die von ihm veröffentlichten Bücher Zhuan Falun und Zhongguo Falun Gong basieren auf Mitschriften dieser Vorträge. 1995 begann Li, auch im Ausland Seminare über Falun Gong zu geben.
Nachdem Zhuan Falun, das wichtigste von Lis Büchern, Anfang 1996 zum Bestseller in China wurde, erschien im Juni ein kritischer Artikel über Falun Gong in der Zeitung Guangming Daily. Es folgten weitere kritische Zeitungsartikel, die von Andrew Junker als Teil einer Propagandakampagne eingeordnet wurden, sowie am 24. Juli 1996 das Verbot, weitere Falun-Gong-Materialien zu publizieren und zu vertreiben. Als Reaktion auf die kritischen Artikel organisierten Praktizierende Briefkampagnen, die von Li Hongzhi befürwortet und als wichtiger Aspekt der religiösen Praktik bezeichnet wurden. Ende 1996 teilte Li der chinesischen Qigong-Forschungsgesellschaft mit, dass seine Organisation in China keine Seminare mehr geben würde, und wanderte in die USA aus. Bis April 1999 a fanden in China etwa 300 (staatlich tolerierte) Proteste gegen negative mediale Berichte über Falun Gong statt, von denen manche erfolgreich waren. Als Reaktion auf eine Demonstration von ungefähr 10.000 Falun-Gong-Anhängern im Regierungsviertel in Peking am 25. April 1999 wurde die Bewegung am 22. Juli gleichen Jahres von der Staatsführung der Volksrepublik China verboten.

### Staatliche Verfolgung und internationale Proteste
Bis zum Frühjahr 2001 intensivierten sich innerhalb Chinas die Protestaktionen durch Falun-Gong-Anhänger sowie die staatlichen Repressionen gegen ebendiese. Diese umfassten eine groß angelegte Propagandakampagne gegen Falun Gong sowie Maßnahmen zur Zerschlagung von Falun-Gong-Organisationen und -Demonstrationen. Im Rahmen der staatlichen Verfolgung kam es zu zahlreichen Inhaftierungen, unter anderem in Umerziehungslagern, sowie nach Angaben der von Falun Gong betriebenen Webseite www.minghui.org zu mindestens 3.000 Todesfällen von Falun-Gong-Praktizierenden in den ersten zehn Jahren seit der Verhängung des Verbots. Außerhalb Chinas lebende Falun-Gong-Anhänger organisierten graswurzelartig zahlreiche Protestaktionen, wie Unterschriftenaktionen, Vorführungen von Straßentheatern, die die Gewalt durch die chinesischen Polizei inszenierten, oder produzierten Medienbeiträge über die Verfolgung. Als Teil ihrer medialen Gegenkampagne zur Verfolgung erstellten die Anhänger hunderte von Webseiten und einige Lokalzeitungen sowie die internationale Zeitung Epoch Times.
Am 5. Mai 2025 verabschiedete das US-Repräsentantenhaus einstimmig den Gesetzentwurf HR 1540, auch „Falun Gong Protection Act“ (Gesetz zum Schutz von Falun Gong) genannt.
Der am 24. Februar in das Unterhaus des US-Kongresses eingebrachte Gesetzentwurf soll den US-Behörden die „Verhängung von Sanktionen im Zusammenhang mit der Zwangsentnahme von Organen in der Volksrepublik China“ ermöglichen.